# Aramberri
Aramberri är en kommun i Mexiko.   Den ligger i delstaten Nuevo León, i den centrala delen av landet, 500 km norr om huvudstaden Mexico City.
Följande samhällen finns i Aramberri:
- La Aldea
- El Realito
- El Rucio
- Cañón de Vacas
- Puerto Carretas
- Los Nogales
- La Florida
- Ibarrilla